# 2016년 K리그
이 문서는 K리그의 2016 시즌에 대해서 다룬다.

## 시즌 순위

### K리그 클래식
| 순위 | 팀                     | 경기 | 승 | 무 | 패 | 득 | 실 | 차  | 승점 | 참가 자격 및 강등                  |
| ---- | ---------------------- | ---- | -- | -- | -- | -- | -- | --- | ---- | ---------------------------------- |
| 1    | FC 서울 (C) (Q)        | 38   | 21 | 7  | 10 | 67 | 46 | +21 | 70   | AFC 챔피언스리그 2017 조별 리그    |
| 2    | 전북 현대 모터스 (–9)  | 38   | 20 | 16 | 2  | 71 | 40 | +31 | 671  | AFC 챔피언스리그 2017 출전권 박탈2 |
| 3    | 제주 유나이티드 (Q)    | 38   | 17 | 8  | 13 | 71 | 57 | +14 | 59   | AFC 챔피언스리그 2017 조별 리그    |
| 4    | 울산 현대 (Q)          | 38   | 14 | 12 | 12 | 41 | 47 | -6  | 54   | AFC 챔피언스리그 2017 플레이오프   |
| 5    | 전남 드래곤즈          | 38   | 12 | 11 | 15 | 44 | 53 | -9  | 47   |                                    |
| 6    | 상주 상무              | 38   | 12 | 7  | 19 | 54 | 65 | -11 | 43   |                                    |
|      |                        |      |    |    |    |    |    |     |      |                                    |
| 7    | 수원 삼성 블루윙즈 (Q) | 38   | 10 | 18 | 10 | 56 | 59 | -3  | 48   | AFC 챔피언스리그 2017 조별 리그3   |
| 8    | 광주 FC                | 38   | 11 | 14 | 13 | 41 | 45 | -4  | 47   |                                    |
| 9    | 포항 스틸러스          | 38   | 12 | 10 | 16 | 43 | 46 | -3  | 46   |                                    |
| 10   | 인천 유나이티드        | 38   | 11 | 12 | 15 | 43 | 51 | -8  | 45   |                                    |
| 11   | 성남 FC (R)            | 38   | 11 | 10 | 17 | 47 | 51 | -4  | 43   | K리그 승강 플레이오프 2016         |
| 12   | 수원 FC (R)            | 38   | 10 | 9  | 19 | 40 | 58 | -18 | 39   | K리그 챌린지 2017로 강등           |

* 마지막 업데이트 : 2016년 12월 31일
* 출처 : 한국프로축구연맹
* 순위 결정방식 : 
1) 승점; 2) 득점 수; 3) 골 득실차.
* (C) = 우승; (R) = 강등; (P) = 승격; (O) = 플레이오프 승리; (A) = 다음 라운드 진출 
* 시즌이 끝나지 않은 경우만 사용되는 표시: 
(Q) = 대항전 진출 자격이 됨; (TQ) = 대항전 진출 자격이 됐으나 진출할 라운드가 정해지지 않음; (RQ) = 강등 결정전 진출 자격이 됨; (DQ) = 대항전 진출 자격을 잃음.

1. 2016년 5월 부산지방검찰청이 전북 현대 모터스의 차종복 스카우트를 2013년 K리그 주심으로 활약하던 2명의 심판에게 금품을 수수한 혐의로 불구속 기소하였다고 밝혔다.[1] 차종복 스카우트는 3차 공판 끝에 9월 29일 징역 6개월에 집행유예 2년을 선고받았으며, 프로축구연맹은 9월 30일 징계위원회를 열어 전북에 대한 징계를 확정지을 것이라고 밝혔다. 30일 소집된 징계위원회는 심판 매수 사건에 대해 전북 구단에 벌금 1억 원을 부과했으며 2016 시즌 리그에서 승점 9점을 감점하는 징계 조치를 내렸다.[2]
2. 2017년 1월 18일, 아시아 축구 연맹 산하의 출전 관리 기구는 2016년에 유죄 판결을 받은 구단 스카우트의 심판매수 사건에 대한 책임으로 전북 현대 모터스의 AFC 챔피언스리그 출전권을 박탈했다. 이에 전북 현대 모터스는 스포츠 중재 재판소에 항소하였다. 2017년 2월 3일, 스포츠 중재 재판소는 출전 관리 기구의 출전권 박탈 결정은 정당하다 판단, 전북 현대 모터스의 항소를 기각했다.[3]
3. 2016 FA컵 우승팀 자격으로 AFC 챔피언스리그 진출권을 획득하였다.

### K리그 챌린지
| 순위 | 팀              | 경기 | 승 | 무 | 패 | 득 | 실 | 차  | 승점 | 참가 자격 및 강등         |
| ---- | --------------- | ---- | -- | -- | -- | -- | -- | --- | ---- | ------------------------- |
| 1    | 안산 무궁화 (C) | 40   | 21 | 7  | 12 | 57 | 55 | +2  | 70   |                           |
| 2    | 대구 FC (P)     | 40   | 19 | 13 | 8  | 53 | 36 | +17 | 70   | K리그 클래식 20171로 승격 |
| 3    | 부천 FC 1995    | 40   | 19 | 10 | 11 | 49 | 33 | +16 | 67   | 플레이오프                |
| 4    | 강원 FC (P) (O) | 40   | 19 | 9  | 12 | 50 | 33 | +17 | 66   | 준플레이오프              |
| 5    | 부산 아이파크   | 40   | 19 | 7  | 14 | 52 | 39 | +13 | 64   | 준플레이오프              |
| 6    | 서울 이랜드 FC  | 40   | 17 | 13 | 10 | 47 | 35 | +12 | 64   |                           |
| 7    | 대전 시티즌     | 40   | 15 | 10 | 15 | 56 | 52 | +4  | 55   |                           |
| 8    | 경남 FC (–10)   | 40   | 18 | 6  | 16 | 61 | 58 | +3  | 502  |                           |
| 9    | FC 안양         | 40   | 11 | 13 | 16 | 40 | 53 | -13 | 46   |                           |
| 10   | 충주 험멜       | 40   | 7  | 8  | 25 | 42 | 62 | -20 | 29   | 시즌 종료 후 구단 해체    |
| 11   | 고양 자이크로   | 40   | 2  | 10 | 28 | 21 | 72 | -51 | 16   | 시즌 종료 후 구단 해체    |

* 마지막 업데이트 : 2016년 10월 30일
* 출처 : K리그 공식 웹사이트
* 순위 결정방식 : 
1) 승점; 2) 득점 수; 3) 골 득실차.
* (C) = 우승; (R) = 강등; (P) = 승격; (O) = 플레이오프 승리; (A) = 다음 라운드 진출 
* 시즌이 끝나지 않은 경우만 사용되는 표시: 
(Q) = 대항전 진출 자격이 됨; (TQ) = 대항전 진출 자격이 됐으나 진출할 라운드가 정해지지 않음; (RQ) = 강등 결정전 진출 자격이 됨; (DQ) = 대항전 진출 자격을 잃음.

- 1 안산 무궁화는 정규 리그 우승을 차지하였지만, 승격권이 박탈됨에 2위가 자동 승격, 3위부터 5위가 승격 플레이오프에 진출하게 되었다.
- 2 경남 FC는 심판 매수 사건에 대한 징계로 승점 10점을 감점당했다.

## 승격 및 강등
K리그 챌린지 4위 팀과 5위 팀은 승격 플레이오프의 준플레이오프에 진출하고 3위팀은 플레이오프에 직행한다. 준플레이오프과 플레이오프는 리그 순위가 높은 팀의 홈 경기장에서 단판승부로 치르며, 90분 내에 승부가 나지 않으면 연장전과 승부차기를 적용하지 않고 리그 순위가 높은 팀을 승리 팀으로 처리한다.

### 승격 플레이오프

#### 준플레이오프
| 강원 FC      | 1 : 0 | 부산 아이파크 |
| ------------ | ----- | ------------- |
| 마테우스 89′ |       |               |

#### 플레이오프
| 부천 FC 1995 | 1 : 2 | 강원 FC                   |
| ------------ | ----- | ------------------------- |
| 한희훈 50′   |       | 정승용 17′ · 마라냥 90+3′ |

### 승강 플레이오프
리그 플레이오프 승자는 K리그 클래식 2016 11위 팀과 K리그 승강 플레이오프 2016을 치러 우승 시 승격하고, 패배 시 잔류한다. K리그 승강 플레이오프 2016의 규칙은 K리그 2015의 규칙을 준용하여 K리그 챌린지 플레이오프 승자 기준으로 1차전을 홈 경기, 2차전을 원정 경기로 치른다.
| K리그 승강 플레이오프 2016 1차전 챌린지 vs. 클래식 2016년 11월 17일 | 강원 FC | 0 - 0 | 성남 FC | 강원도 강릉시 강릉종합운동장 |  |  |
| 19:00 UTC+9                                                         |         |       |         | 관중 수: 3,039명             |  |  |
|                                                                     |         |       |         |                              |  |  |

| K리그 승강 플레이오프 2016 2차전 클래식 vs. 챌린지 2016년 11월 20일 | 성남 FC    | 1 - 1 | 강원 FC    | 경기도 성남시 탄천종합운동장 |  |  |
| 15:00 UTC+9                                                         | 황진성 77′ |       | 43′ 한석종 | 관중 수: 6,548명             |  |  |
|                                                                     |            |       |            |                              |  |  |

합계 1-1 기록. 강원 FC가 원정골 우세로 K리그 클래식으로 승격하였다.

## 같이 보기
- K리그 클래식 2013
- K리그 챌린지 2013